# 朝鲜劳动党第一次代表会议
朝鲜劳动党第一次代表会议于1958年3月3日－4日在临时首都平壤举行（法定首都是汉城）。

## 议程
（一）关于朝鲜民主主义人民共和国发展国民经济第一个五年计划（1957—1961年）； 
（二）关于进一步加强党的统一团结； 
（三）组织问题。金日成在会上作了重要讲话。大会就一些重要问题作出了决定。

## 第一个五年计划
朝鲜国家计划委员会委员长李钟玉3日在代表会议上作了关于第一个五年计划（1957—1961年）的报告。 
他在报告中说，到1961年，朝鲜的工业生产水平将比解放前1944年提高五点七倍，粮食总产量将超过三百七十六万吨；又指出，胜利完成第一个五年计划就将进一步打下共和国的社会主义工业化的牢固基础，使朝鲜由落后的农业国变为工业—农业国，并且将「进一步显示出共和国北部所建立的人民民主制度的优越性和生命力，从而有力地鼓舞为反对美国和李承晚集团、争取祖国的和平统一而斗争的南朝鲜人民」。
李钟玉说，第一个五年计划的基本任务是：进一步加强共和国北部的社会主义经济基础；基本上解决人民的衣、食、住问题。为了完成这个任务，将继续坚持执行优先发展重工业、同时发展轻工业和农业的经济政策。李钟玉接着谈到第一个五年计划所规定的具体生产指标。他说，在第一个五年计划期间，工业总产值每年将平均增长21.5%。1961年工业总产值将增加到1956年的二点六倍，其中生产资料的生产增加到二点九倍，消费资料的生产增加到二点二倍。到1961年，将生产七十万吨生铁，六十七万吨钢，九十七亿千瓦时电力，九百五十万吨煤，六十三万吨化学肥料，一百七十五万吨水泥。五年计划所规定的发展农业的方针是：以继续增加粮食产量为主，同时迅速发展经济作物的生产和畜产业。到1961年，粮食产量将超过三百七十六万吨，那时候将可以完全解决粮食问题。李钟玉在谈到人民生活和科学教育等方面的前景时说，在五年计划期间，国民收入将增加一倍，职工和农民的实际收入将分别增加50%。五年计划还规定要实行初中义务教育制。到1961年，大学生人数将达到四万四千人，在人民经济部门中工作的中级和高级的技术人员将达到1956年的三倍。

## 对“宗派分子”的处理
朝鲜劳动党中央委员会副委员长朴金喆5日在代表会议上作了题为“关于进一步加强党的统一和团结”的报告。报告说，在今天，社会主义在世界范围内取得决定胜利的新的转折时期，朝鲜的革命运动进入了重要的发展阶段。在共和国北部，社会主义已经在所有部门取得了决定性的胜利。最近，朝鲜劳动党和共和国政府为和平统一祖国采取的重要措施，得到中国人民的积极支持，并且在全世界引起了很大反应。报告说，目前朝鲜的整个局势对朝鲜人民的革命力量很有利。在这种局势下，首先要求从组织上和思想上进一步巩固朝鲜劳动党的队伍，进一步加强全体党员的思想准备。报告说，最近，朝鲜劳动党内出现了崔昌益、朴昌玉反党宗派。崔昌益集团很久以来就从夺取领导地位的个人野心出发，在暗地里进行反党宗派活动。他们以修正主义的“理论”和“口号”攻击党和政府。他们否认党的领导作用，企图把职业同盟（工会）放在党的上面；反对党的民主集中制的原则，在党内要求无原则的“民主”和宗派活动的“自由”；还提倡“宗派有益说”。他们这些行为的目的都是阴谋在党内造成无政府的混乱状态，解除党的武装，把党变为他们的玩物。他们否认朝鲜劳动党在解放后实行的政策的正确性，否认朝鲜人民在劳动党领导下取得的成果，散布流言蜚语和谣言，企图损害党的威信。他们还以“维护人权”为借口，企图为反革命分子“平反”。 
报告指出，崔昌益集团的罪行引起了朝鲜劳动党的全体党员的痛恨和愤怒。通过一个反对这些宗派分子的全党和全民的斗争，党得到进一步的加强，党员的政治觉悟也大为提高。 
报告强调指出，加强党的基层组织和进一步加强对党员的政治思想教育是当前加强党的队伍的中心环节。 
报告谴责了修正主义。报告说，修正主义在朝鲜虽然没有生根，也没有大的影响，但是，修正主义会引起不健康的人们的共鸣，助长宗派活动，使资产阶级反动思想容易侵入党内。报告强调，要消除崔昌益集团所留下的思想毒素，加强思想斗争，以防止一切反马克思列宁主义思想因素从外部侵入和在内部发生。 
朝鲜劳动党中央委员会委员长金日成在６日的会议上发了言。 

## 会议决定
会议在对第一、二两项议程进行了讨论以后，分别通过了关于第一个五年计划（1957—1961年）的决定和关于进一步加强党的统一和团结的决定。 会议还讨论了组织问题，并且作出了决定。 金日成公开了有关延安派阴谋的详细材料。揭露了党中央常务委员会委员金枓奉支持崔昌益、朴昌玉“反党宗派集团”进行“阴谋活动的罪行”，决定将金枓奉、崔昌益（1956.6免去副首相,1956.8被免去党中央常务委员会委员）、朴昌玉（1956.6免去副首相）开除出党。（注：金枓奉被免去党中央常务委员会委员的职务，李孝淳被递补为党中央常务委员会委员；朴义琓被免去党中央常务委员会候补委员的职务，金翊善、何仰天被增补为党中央常务委员会候补委员。）
此次代表会议总结了党内反宗派主义斗争的问题，进一步加强了以“党的唯一思想体系”为基础的党的统一和团结。此外，会议还讨论了经济五年计划的基本方向，提出了国民经济发展目标和具体措施，强调在继续发展重工业的同时，发展轻工业和农业。会议结束后，朝鲜劳动党内“树立和巩固了以金日成同志为首的正确的马列主义领导核心”。